# بونکوروه
بونکوروه شهری در شهرستان سامی در استان بانوا در بورکینافاسوی غربی است و جمعیت آن ۳۳۰ نفر است.